# Guillaume Chaine
Guillaume Chaine (ur. 24 października 1986) – francuski judoka. Olimpijczyk z Tokio 2020, gdzie zajął siedemnaste miejsce w wadze lekkiej i zdobył również złoty medal w turnieju drużynowym.
Uczestnik mistrzostw świata w 2018 i 2019. Drugi w drużynie w 2018 i 2019. Mistrz Europy w drużynie w 2022. Startował w Pucharze Świata w latach 2009, 2010, 2013-2019 i 2023. Trzeci w drużynie na igrzyskach europejskich w 2019 roku.

## Letnie Igrzyska Olimpijskie 2020
| Konkurencja | Eliminacje              | Eliminacje                    | Klas. końcowa |
| Konkurencja | Przeciwnik I            | Przeciwnik II                 | Miejsce       |
| ----------- | ----------------------- | ----------------------------- | ------------- |
| 73 kg       | Eduardo Barbosa (BRA) Z | Lasza Szawdatuaszwili (GEO) P | 17.           |